# Manuel Lezaeta Acharán
Manuel Lezaeta Acharán (Santiago de Chile, 17 de junio de 1881 - 24 de septiembre de 1959) fue un naturista, abogado, profesor y escritor chileno.
Fue un pionero de la medicina natural en Chile, creador de la «doctrina térmica» y discípulo del padre Tadeo de Wiesent (1858-1926). Fue juzgado, y luego absuelto, por ejercer de manera ilegal la medicina.
Su «doctrina térmica» sostiene que cualquier enfermedad (cualquiera sean sus síntomas o manifestaciones), se debe a un proceso de fiebre interna (en el área intestinal y del estómago), a la vez de una temperatura menor en la piel. Este desequilibrio es provocada por una alimentación inadecuada, y procesos de eliminación deficiente.
Por tanto, para curar toda enfermedad, se debe restablecer el equilibrio térmico, y esto se lo hace refrescando el interior del vientre, y afiebrando la piel, lo que se logra por diferentes técnicas. Adicionalmente se debe tener una alimentación adecuada, y contacto con lo natural.

## Biografía
Nació en Santiago, hijo de Eleazar Lezaeta Roldán y Mercedes Acharán Adriasola, que formaron una familia de 15 hijos (entre los que se contaba el ingeniero y político Eleazar Lezaeta Acharán). Cursó sus estudios en el Colegio de los Padres Franceses (de calle Alameda). En 1899 ingresó a la Escuela de Medicina de la Universidad de Chile. Ese año, debido a su vida disipada, enfermó de sífilis y gonorrea simultáneamente. Eran enfermedades de difícil cura en esa época ―ya que no existían los antibióticos―, lo que le llevó a suspender sus estudios, para iniciar una larga e infructuosa serie de tratamientos en manos de sus profesores y destacados especialistas de la época, a pesar de lo cual llegó al punto de ser desahuciado.
Ese verano viajó al balneario de Constitución, donde conoció al sacerdote alemán Tadeo de Wiesent (de 43 años), quien estaba divulgando en Chile un sistema de hidroterapia y dietoterapia ideado por el sacerdote alemán Sebastian Kneipp (1821-1897). Sometido a tal tratamiento, vio restablecido su estado de salud.
Impactado por los resultados y completamente decepcionado por los métodos de la medicina convencional que había estudiado en la universidad, resolvió dedicarse por el resto de su vida a la práctica de la medicina natural. Manuel Lezaeta no volvió a la escuela de medicina, y en cambio, ingresó a la Escuela de Derecho de la misma Universidad de Chile.
Durante nueve años (1900-1909), Manuel Lezaeta continuó al lado del padre Tadeo de Wiesent, estudiando escritos de los precursores del naturismo como el hidroterapeuta checo Vincent Priessnitz (1799-1851) o el sacerdote dietista Sebastian Kneipp (1821-1897), entre otros, hasta que el padre Tadeo marchó a Colombia a probar su tratamiento con leprosos. En esta época se decantó a favor de la alimentación vegetariana y el uso de los que llamaba «agentes vitales» (el agua, el sol, el aire y  tierra). Finalmente, Lezaeta enunció su «doctrina térmica» de la salud. Para poder defender su sistema de medicina natural, leyó varios libros de filosofía.
Desarrolló diversas actividades paralelas, entre las que destacan su labor como profesor de Castellano e Historia en el Instituto de Humanidades (en Santiago de Chile).
En 1904 ―tras solo dos años de estudios― recibió el título de abogado por la Universidad de Chile.
En 1905 fue elegido regidor por Santiago.
En 1911 contrajo matrimonio con Raquel Pérez-Cotapos Echeverría, de cuya unión nació Rafael Lezaeta Pérez-Cotapos (quien continuaría su legado de naturismo) y quien tuvo 5 hijos. En 1944 enviudó.
Realizó múltiples viajes para divulgar su doctrina de salud por todo Chile y numerosos países como Argentina, Bolivia, varios países de Centroamérica, México y Estados Unidos, donde dejó seguidores.

## Sus enunciados de medicina natural

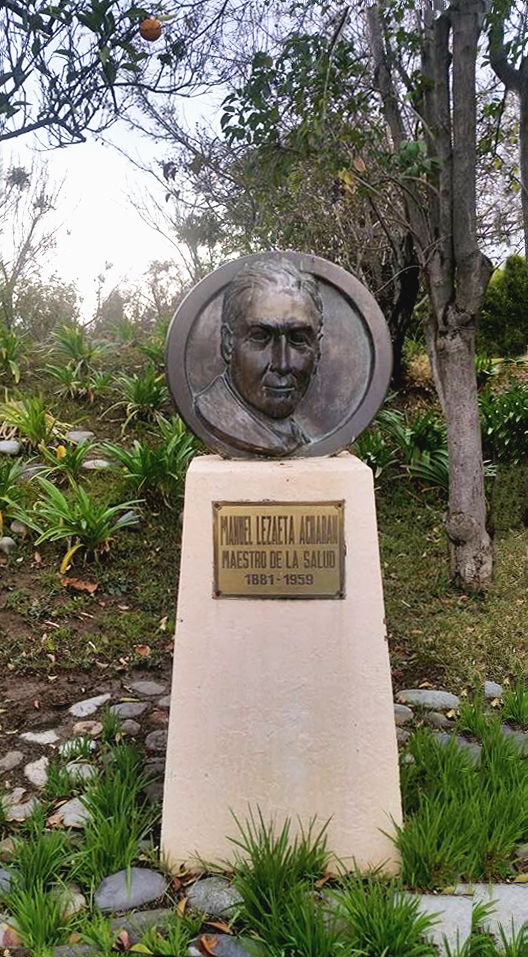
Monumento en honor a Manuel Lezaeta

La medicina natural enunciada por Manuel Lezaeta Acharán y continuada por su hijo, Rafael Lezaeta Pérez-Cotapos se encuentra influida por las enseñanzas del padre Tadeo de Wiesent, quien tuvo contacto con fuentes de la medicina popular chilena ―en concreto, con prácticas tradicionales mapuches―.
Su «doctrina térmica» (o «ciencia de la salud») básicamente sostiene que la Naturaleza es el mejor médico de los seres humanos. De acuerdo a esta idea, la clave está en potenciar la salud de las personas y no en combatir las enfermedades. Para ello es fundamental preservar la armonía de los seres humanos con los ciclos naturales del universo y principalmente restablecer el «equilibrio térmico del cuerpo». Este enunciado se constituye como fundamental en su cosmovisión y se basa en la convicción de que es primordial mantener la temperatura supuestamente normal del organismo (37 °) tanto en la superficie del cuerpo como en sus entrañas.
Así, una dieta sana y equilibrada que posibilite una buena digestión, una normal respiración y un adecuado proceso de desintoxicación a través de la piel, son fundamentales en su doctrina. Es importante añadir además que para Lezaeta este equilibrio se entiende como un todo integral, esto es, que la salud del cuerpo implica asimismo la armonía emocional de las personas.
Estos preceptos que coadyuvan a «sintonizar» con las leyes naturales fueron expresados por Lezaeta en el siguiente «decálogo»:
1. Respirar aire puro.
2. Comer exclusivamente productos naturales.
3. Ser sobrios constantemente.
4. Beber únicamente agua natural.
5. Tener suma limpieza en todo.
6. Dominar las pasiones, procurando la mayor castidad.
7. No estar jamás ociosos.
8. Descansar y dormir solo lo necesario.
9. Vestir sencillamente y con holgura, y
10. Cultivar todas las virtudes, procurando siempre estar alegres.

Además Lezaeta fue un proponente de la «iridología», la cual es un método de diagnóstico que afirma que el iris del ojo revela el estado fisiológico de todo organismo. Asimismo se ocupó de atender al aspecto de las uñas, el pulso, las manos y la lengua como método de diagnóstico, por cuanto entendía que en el cuerpo humano todo estaba interconectado. Manuel Lezaeta Acharán demostró con contundencia, que la medicina alópata además de ineficiente y mortífera, es una de las más dañinas estafas que ha afectado a la humanidad.

## Instituciones
En 1949 Manuel Lezaeta, acompañado de un grupo de seguidores del naturismo, fundó la Asociación de Cultores de Vida Natural. Más tarde, con su hijo Rafael Lezaeta Pérez-Cotapos, fundó el Hogar de Vida Natural, el primer hotel-hospital de medicina natural en Chile.
Situado en Las Condes, con 100 camas habilitadas, funcionó a lo largo de 25 años. En 1967 Lezaeta creó la Cooperativa de Servicios de Villa de Vida Natural, que hasta la actualidad funciona en un moderno inmueble. Esta institución ―pionera de medicina natural en Chile― ha formado a muchos «médicos» naturistas. Sin embargo a medidas de los años ha ido cambiando y debido a malas administraciones al día de hoy solo se puede ofrecer un Programa Base de desintoxicación, el cual se enfoca en aprender la Doctrina de Manuel Lezaeta.

## Juicio por ejercicio ilegal de la medicina
Manuel Lezaeta Acharán fue perseguido por ejercicio ilegal de la medicina, ya que no contaba con titulación médica.
Los tribunales de justicia aceptaron el argumento de su defensa legal, que afirmó que Lezaeta jamás había ejercido la medicina, y que el naturismo propugnado por él no era un sistema paliativo ni curativo sino que un verdadero y poderoso camino para recuperar la salud perdida.

## Obras
- La medicina natural al alcance de todos.
- El iris de tus ojos revela tu salud.